# 부인주의

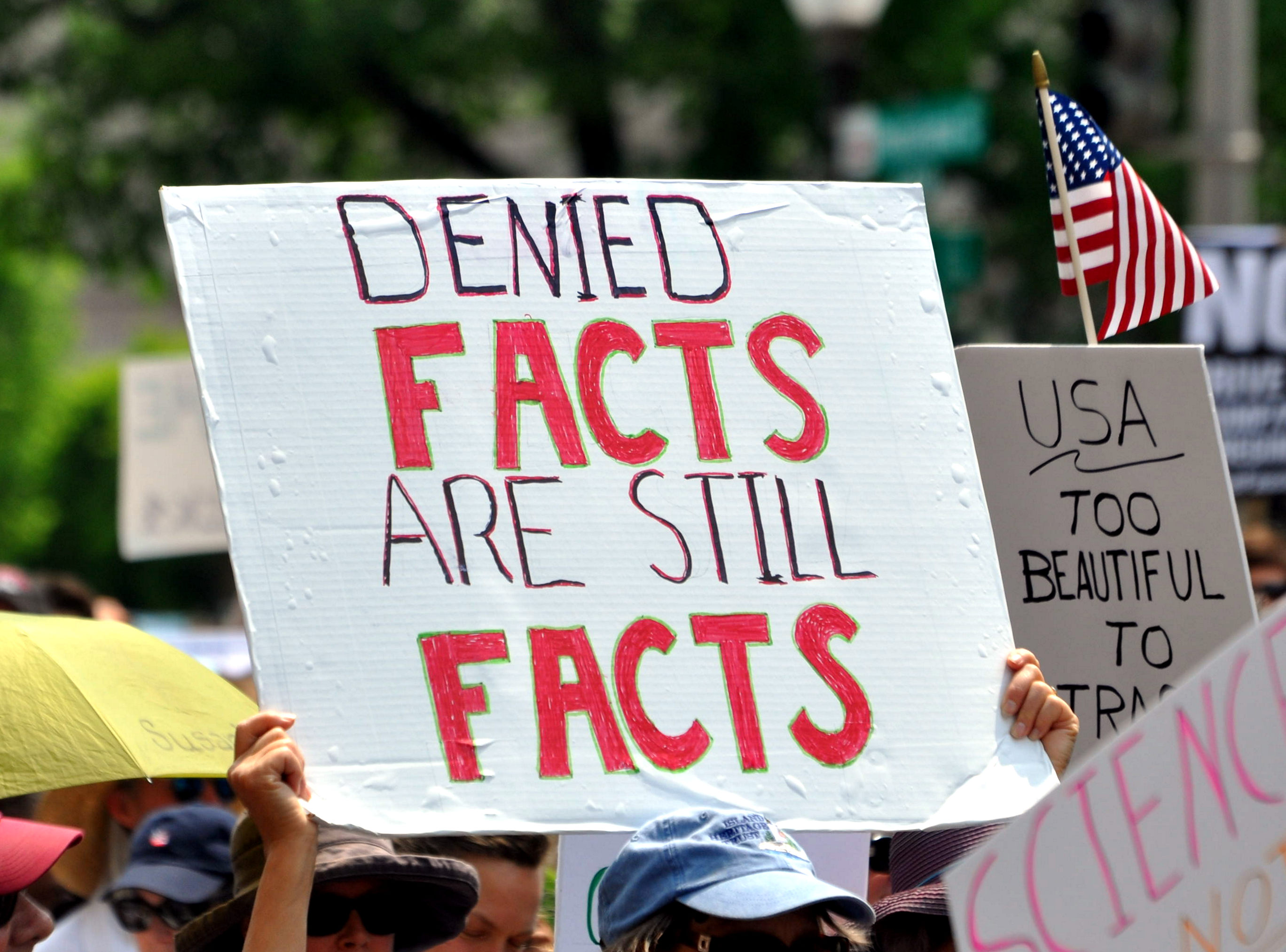
워싱턴 DC에서 열린 2017년 기후 행진 배너

인간 행동 심리학에서 부정주의(否定主義) 또는 부인주의(否認主義, 영어: Denialism)는 심리적으로 불편한 진실을 회피하기 위해 현실을 부정(否定)하려는 개인의 선택이다. 부정주의는 개인이 경험적으로 검증 가능한 현실을 받아들이기를 거부할 때 역사적 경험이나 사건의 검증을 보류하는 본질적으로 비합리적인 행동이라고 정의된다.
과학에서 부정주의는 주제에 대한 과학적 합의의 확실하고 뒷받침되는 부분인 기본 사실과 개념을 거부하고 급진적이고 논쟁의 여지가 있거나 조작된 아이디어를 선호하는 것을 말한다.  홀로코스트 부정 과 에이즈 부정이라는 용어는 주제 문제의 사실과 현실을 부정하는 것을 의미하며, 기후 변화 부정이라는 용어는 지구의 기후 변화가 주로 실제 발생하는 사건이라는 과학적 합의를 부정하는 것을 의미한다. 최근에는 인간의 행위로 인해 지질학적으로도 발생했다. 부정주의의 형태는 압도적인 증거를 거부하고 합의의 존재를 부정하려는 시도로 정치적 논쟁을 일으키려는 사람의 공통된 특징을 나타낸다.
부정주의의 동기와 원인에는 종교, 사리사욕(경제적, 정치적, 재정적), 그리고 정신적으로 혼란스러운 사실과 생각으로부터 부정주의자의 정신을 보호하기 위한 방어 메커니즘이 포함된다. 이러한 장애를 심리학 용어로 인지 부조화 라고 한다.  

## 정의와 전술
인류학자 디디에 파생(Didier Fassin) 은 "현실과 진실이 부정되고 있다는 경험적 관찰"로 정의되는 부정과 "현실과 진실을 거부함으로써 체계적으로 반응하는 이념적 입장"으로 정의되는 부정 주의 를 구별한다. 주류 및 과학적 합의가 존재하는 명제를 거부하는 개인과 사회 집단은 수사적 전술을 사용하여 주장과 합법적인 토론의 모습을 제공할 때 거부주의에 참여한다.   이는 합법적인 논쟁의 모습을 유지하기 위해 다음 5가지 전술 중 하나 이상을 사용하여 작동하는 프로세스이다.
- 음모론 – 상대방이 "진실을 억압하려는 음모"에 연루되어 있다고 암시함으로써 데이터나 관찰을 일축한다.
- 체리 따기 – 자신의 아이디어를 뒷받침하는 변칙적인 비평 논문을 선택하거나, 오래되고, 결함이 있고, 신뢰할 수 없는 논문을 사용하여 상대방이 약한 연구에 아이디어를 기반으로 하는 것처럼 보이게 만드는 것이다. Diethelm과 McKee(2009)는 "거부론자들은 일반적으로 자신들의 이론이 극도로 고립되어 있다고 단념하지 않고, 오히려 이를 지배적인 정통 교리와 이에 수반되는 정치적 올바름에 맞서는 지적 용기의 표시로 본다"고 지적한다.
- 거짓 전문가 – 해당 분야 또는 다른 분야의 전문가에게 비용을 지불하여 뒷받침하는 증거나 신뢰성을 빌려준다. 이는 실제 전문가와 연구자의 소외와 밀접하게 연관되어 있다.[10]
- 골대 이동 - 다른(종종 충족할 수 없는) 증거를 지속적으로 요구하여 특정 주장에 대한 응답으로 제시된 증거를 기각(일명 기준선 이동 )
- 기타 논리적 오류 – 일반적으로 하나 이상의 잘못된 비유, 결과에 대한 호소, 허수아비 또는 붉은 청어 중 하나 이상이다.

다양한 유형의 부정주의에 대한 일반적인 전술에는 증거 왜곡, 거짓 동등성, 절반의 진실, 노골적인 조작 등이 포함된다. 남아프리카공화국 판사 에드윈 카메론(Edwin Cameron)은 부정론자들이 사용하는 일반적인 전술은 "수치와 통계의 피할 수 없는 불확정성을 활용하는 것"이라고 지적한다. 특히, 역사가 Taner Akçam 은 부정주의가 일반적으로 사실을 부정하지만 실제로는 "그런 부정주의가 싹트는 곳은 사실과 진실 사이의 모호한 영역이며 부정주의는 그 자체의 사실을 정리하고 그 자체의 진실을 가지고 있습니다."라고 말한다.
런던 정치경제대학교의 Alex Gillespie (2020)는 언어에서 거부를 달성하는 수사적 전술에 초점을 맞춰 파괴적인 정보를 거부하기 위한 언어적, 실용적 방어 전술을 검토했다. 이러한 전술은 세 가지 방어 계층으로 개념화된다.
1. 회피 – 파괴적인 정보에 대한 첫 번째 방어선은 이를 피하는 것이다.
2. 불법화 – 두 번째 방어선은 출처의 신뢰성을 약화시켜 메신저를 공격하는 것이다.
3. 제한 – 파괴적인 정보를 피하거나 합법화할 수 없는 경우 최종 방어선은 파괴적인 아이디어의 영향을 합리화하고 제한하는 것이다.

2009년 저자 마이클 스펙터(Michael Specter)는 집단 부정주의를 "종종 변화의 트라우마로 어려움을 겪는 사회의 전체 부분이 보다 편안한 거짓말을 선호하여 현실에서 외면하는 경우"라고 정의했다.

## 규범적이고 논쟁적인 관점
토론의 한 당사자가 다른 당사자를 부정주의 라고 비난하면서 토론을 구성한. 이는 부정주의에 대한 비난이 규범적이고 논쟁적이기 때문인데 거부된 주장에 진실이 있다는 의미를 담고 있기 때문에 규범적이다. 제시된 증거에 비추어 계속 부인하면 상대방의 동기에 대한 의문이 제기된다는 점을 고소인이 암시하기 때문에 논쟁적이라 할 수 있다. 엑서터 대학의 철학 강사인 에드워드 스키델스키(Edward Skidelsky)는 "'부정'에 대한 비난은 심각하며 고의적인 부정직이나 자기기만을 암시한다. 거부되는 것은 암시적으로 너무나 명백하므로 부인하는 사람은 다음에 의해 주도되어야 한다. 사악함, 악의 또는 고의적인 실명." 그는 역사적, 과학적 논쟁의 추가 영역에 거부라는 단어를 도입함으로써 " 계몽주의의 위대한 업적 중 하나"라고 제안한다. – 교리 로부터 역사적, 과학적 탐구의 해방 – 조용히 역전되고 있다."
일부 사람들은 홀로코스트를 부정하는 것이 잘 알려져 있기 때문에 다른 논쟁 분야에서 부정주의자 라는 용어를 사용하는 옹호자들은 의도적으로 또는 의도하지 않게 그들의 반대자들이 홀로코스트 부정자들보다 조금 더 낫다는 것을 암시할 수 있다고 제안했다.   그러나 Robert Gallo et al. AIDS 부정론은 "거대한 연구와 모순되는" 사이비과학의 한 형태이기 때문에 홀로코스트 부정과 유사하다고 말하면서 후자의 비교를 옹호하기도 했다. 

## 정치와 과학

### HIV/에이즈
에이즈 부정주의는 인간 면역 결핍 바이러스(HIV)가 후천성 면역 결핍 증후군(AIDS)의 원인이라는 사실을 부정하는 것이다. 에이즈 부정론은 "가장 목소리가 큰 반과학 부정 운동 중 하나"로 묘사되었는데 특히 일부 부정론자들은 HIV의 존재를 거부하는 반면, 다른 사람들은 바이러스가 존재한다는 것은 인정하지만 그것은 무해한 승객 바이러스이지 AIDS의 원인이 아니라고 말한다. 부정론자들은 AIDS를 실제 질병으로 인정하는 한, HIV 감염보다는 기분전환용 약물 사용, 영양실조, 열악한 위생, 항레트로바이러스 약물의 부작용이 결합된 결과라고 생각한다. 그러나 HIV가 AIDS를 유발한다는 증거는 과학적으로 결정적이며 과학계는 잘못된 추론, 체리 따기, 주로 오래된 과학 데이터의 허위 표현에 근거한 AIDS 부정론자들의 주장을 거부하고 무시한다.  또한 과학계가 이러한 주장을 거부하면서 AIDS 부정론에 관한 자료는 주로 인터넷을 통해 확산되고 있다.
남아프리카 공화국의 전 대통령 타보 음베키(Thabo Mbeki)는 에이즈 부정론을 받아들여 에이즈가 주로 빈곤 때문에 발생한다고 선언했다. 이로 인해 그의 대통령 재임 기간 동안 약 365,000명이 에이즈로 사망했으며 적절한 치료가 가능했다면 약 343,000명의 조기 사망을 예방할 수 있었던 것으로 추산된다.

### 기후 변화
George Monbiot 의 비판에 따르면 ExxonMobil 과 같은 일부 국제 기업은 지구 온난화 과학이 결론에 이르지 못했다고 주장하는 "가짜 시민 단체 및 가짜 과학 단체"에 기여해 왔다.  엑슨모빌은 금전적 기부를 부인하지 않았지만 대변인은 과학 보고서에 대한 회사의 재정적 지원이 해당 연구 결과에 영향을 미쳤다 는 의미는 아니라고 밝혔으며 Newsweek와 Mother Jones는 기업이 "거부 산업"에 자금을 지원하고 있다는 기사를 발표했다.
소비자 보호의 맥락에서 부정주의는 "사실에 관계없이 모든 유형의 개혁에 대한 논쟁과 고려에 장벽을 세우기 위해 수사적 기법과 예측 가능한 전술을 사용하는 것"으로 정의되었다. 부시 행정부 가 이전 과학 고문을 업계 전문가나 업계 관련 과학자로 교체한 것과 기후 변화 문제에 존재하는 불확실성으로 인해 비준을 위한 교토 의정서 제출을 거부한 것은 다음과 같이 인용되었으며, 이는 언론을 정치적 동기를 지닌 부정주의의 예로 볼 수 있는 계기가 되었다.

### 코로나 19

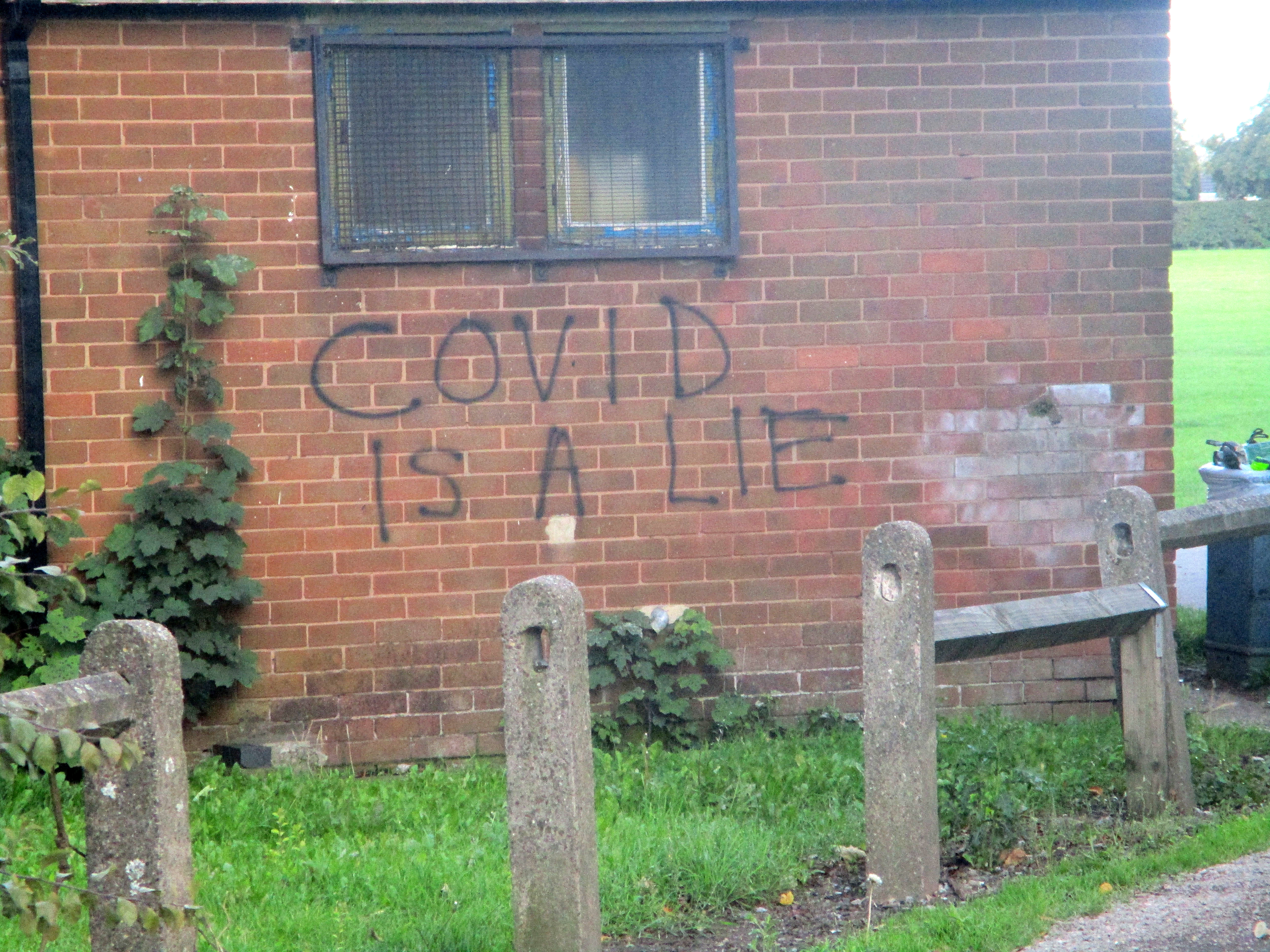
영국 웨스트요크셔주 폰테 프랙트의 " COVID는 거짓말이다" 낙서

"COVID-19 부정주의" 또는 간단히 "COVID 부정주의"라는 용어는 코로나19 대유행의 현실을 부정하는 사람들의 생각을 의미하며, 적어도 과학적으로 인정된 코로나 사망률 데이터를 부정한다. 세계보건기구 의. 코로나19 팬데믹이 허위, 과장, 오해되었다는 주장은 사이비과학에 해당되며 코로나19 부정주의에 참여한 유명인으로는 일론 머스크, 도널드 트럼프 전 미국 대통령, 보우소나루 전 브라질 대통령 등이 있다.

### 진화
종교적 신념으로 인해 개인은 과학적 진화론의 타당성을 부정하게 될 수 있다. 진화는 진화에 대한 지지 수준이 본질적으로 보편적인 과학계 와 학계 내에서 논쟁의 여지가 없는 사실로 간주되지만, 이 견해는 종종 성경 문자주의자들의 반대에 부딪힌다.      대안적인 견해는 종종 창세기의 창조 신화를 문자 그대로 해석한 것으로 제시되며 많은 근본주의 기독교인들은 창조과학과 지적 설계 라는 기치 아래 창조론이 사실인 것처럼 가르친다. 일반적으로 창조론과 일치하는 믿음에는 세계적인 홍수 신화에 대한 믿음, 지구중심설, 지구의 나이 가 6,000~10,000년에 불과하다는 믿음이 포함된다. 이러한 믿음은 과학계에서 유사과학으로 간주되며 잘못된 것으로 널리 간주된다.

### 평평한 지구
지구가 평평하다는 대체된 믿음 과 축을 중심으로 회전하고 태양을 공전하는 대략 구형 지구를 뒷받침하는 모든 압도적인 증거를 부인하는 것은 21세기까지 지속됐다. 특히 평평한 지구 우주론 (또는 평평한 지구론자 )의 현대 지지자들은 모든 종류의 반대 증거를 받아들이기를 거부하고 모든 우주 비행선 과 우주에서 온 이미지를 사기 로 일축하고 모든 조직과 심지어 민간인조차도 "진실을 숨기려고" 공모하고 있다고 비난한다. 또한 그들은 지구 궤도를 도는 실제 위성이 없으며, 국제 우주 정거장은 가짜이며, 이는 이 대규모 은폐 에 연루된 모든 정부의 거짓말이라고 주장한다. 어떤 사람들은 다른 행성 과 별이 가짜라고 믿기도 한다.
현대 평평한 지구 모델의 지지자들은 돔 모양의 창공이 원반 모양의 지구를 둘러싸고 있다고 주장한다. 그들은 또한 사무엘 로우보텀(Samuel Rowbotham)의 뒤를 이어 태양의 길이가 3,000 마일 (4,800 km) 에 불과하다고 주장하기도 한다. 다시 말하자면 달 과 태양이 지구 주위가 아닌 지구 위를 공전하고 있다는 것이다. 현대의 평평한 지구론자들은 남극 대륙이 대륙이 아니라 벽이 150 피트 (46 m) 에 달하는 거대한 빙원 이라고 믿는다. 빙원으로 벽을 세워놨기에 지구의 둘레를 돌며 모든 것(모든 바다의 물 포함)이 가장자리에서 떨어지는 것을 방지한다고 생각한다.
또한 그들은 반대 증거에도 불구하고 누구도 남극 대륙 위로 날아가거나 탐험하는 것이 허용되지 않는다고 주장한다. 그들에 따르면, 지평선 아래로 가라앉는 배와 도시 스카이라인의 바닥, 지평선 아래 구름의 모든 사진과 비디오는 지구의 곡률을 드러내며 조작 되거나, 컴퓨터로 생성되거나, 어떤 식으로든 위조되었다고 주장한다. 따라서 제공된 과학적 또는 경험적 증거에 관계없이 평평한 지구론자들은 그것이 어떤 방식으로든 조작되거나 변경되었다고 결론을 내린다.
평평한 지구 모델에 도전하는 중력, 일몰, 조수, 일식, 거리 및 기타 측정과 같은 다른 관찰 현상과 연결될 때 청구인은 일반적으로 수용되는 설명을 관점, 질량, 부력, 빛의 방식을 왜곡하거나 지나치게 단순화하는 단편적인 모델로 대체하기도 한다. 또는 기타 물리적 시스템이 작동한 결과라고 생각한다. 이러한 단편적인 교체는 서로 거의 일치하지 않으며, 마침내 많은 평평한 지구 주장자들이 그러한 현상이 "미스터리"로 남아 있으며 더 많은 조사가 수행되어야 한다는 데 동의하게 되었다. 또한 이 결론에 따르면, 지지자들은 일반적으로 받아들여지는 구상 지구 모델을 제외한 모든 설명에 열려 있으며, 논쟁은 무지에서 부정으로 전환된다.

### 유전자 변형 식품
현재 이용 가능한 유전자 변형 작물 (GM)에서 식품은 기존 식품보다 인간 건강에 더 큰 위험은 초래하지 않는다는 과학적 합의가 있다. 그럼에도 불구하고 일반 대중은 과학자들에 비해 GM 식품이 안전하다고 인식하지 않는다. 이에 더해 GM 식품의 법적, 규제적 지위는 국가마다 다르며, 일부 국가에서는 이를 금지하거나 제한하고 있으며, 다른 국가에서는 다양한 규제 수준으로 허용하고 있다.
심리학적 분석에 따르면 미국의 GM 식품 반대자들 중 70% 이상이 반대에 있어서 "절대적"이며 GM 식품을 먹는다는 생각에 혐오감을 느끼고 "증거에 눈을 감고는"한다.

### 스타틴
스타틴 거부증은 콜레스테롤 저하제의 일종인 스타틴의 의학적 가치를 거부하는 것이다. Cleveland Clinic 의 심장병 전문의 Steven Nissen은 "우리는 환자의 마음과 정신을 위한 싸움에서 웹 사이트에 지고 있습니다..."라고 논평했다. 입증되지 않은 의학 치료법을 홍보하는 것이다. 해리엇 홀(Harriet Hall)은 사이비과학적 주장에서부터 효능을 과소평가하고 부작용을 과장하는 것에 이르기까지 '스타틴 거부론'의 스펙트럼을 보고 있으며, 이는 모두 과학적 증거에 위배된다.

### 정신질환 부정
정신 질환 거부 또는 정신 장애 거부는 개인이 정신 장애의 존재를 부인하는 것이다. 진지한 분석가들과 사이비 과학 운동 특정 장애의 존재에 의문을 제기한다. 소수의 전문 연구자들은 우울증 과 같은 장애를 사회문화적 관점 에서 바라보며, 이에 대한 해결책은 개인의 뇌가 아닌 사회의 기능 장애를 고치는 것이라고 주장한다. 어떤 사람들은 진단을 받은 후 정신 질환이 있다는 사실을 부인할 수도 있으며, 일부 분석가는 이러한 부인이 일반적으로 자기애적 부상 에 의해 촉진된다고 주장한다. 사이 언톨로지 와 같은 반정신의학 운동은 정신 의학에 대한 대체 진료를 통해 정신 질환 거부를 촉진하기도 한다.

### 선거 거부
선거거부란 공정한 선거 결과를 허위로 기각하는 행위이다. Stacey Abrams는 2018년 조지아 주지사 선거가 "자유롭고 공정한 선거"였다는 사실을 부인하고 "대체로 성공하지 못한" 소송에 2,200만 달러를 지불하기도 했다. 특히 2022년 미국에서는 2020년 대선을 두고 도용된 선거 음모론이 아직도 현재 진행 중이다.

## 역사 편찬
널리 받아들여지는 역사적 사실을 부정하는 역사적 부정주의는 역사가들 사이에서 주요 관심사이며, 흔히 받아들여지는 역사적 사건을 위조하거나 왜곡하는 데 사용된다. 과거를 수정하려는 시도에서 부정주의자들은 알려진 위조 문서를 진짜라고 제시하고, 진짜 문서를 불신하는 기발하지만 믿을 수 없는 이유를 만들어내고, 결론을 반대를 보고하는 책과 출처에 귀속시키는 등 적절한 역사적 담론에서 허용되지 않는 기술을 사용한다는 점에서 구별된다.
독일과 같은 일부 국가에서는 특정 역사적 사건에 대한 부정주의적 수정을 범죄로 규정하는 반면, 다른 국가에서는 표현의 자유 보호 등 다양한 이유로 보다 신중한 입장을 취하고 있다. 다른 사람들은 캘리포니아 대량 학살 에 대해 학생들이 배우는 것을 명시적으로 금지하는 캘리포니아와 같은 부정주의적 견해를 요구하기도 한다.

### 홀로코스트 부정론
홀로코스트 부인(Holocaust Denial)은 제2차 세계대전 중 나치가 유럽에서 500만~600만 명의 유대인을 학살했다는 사실을 부인하는 것을 말한다. 이는 역사적 경험이나 사건의 검증을 보류하는 본질적으로 비합리적인 행동이며 " 이러한 맥락에서 이 용어는 정치적 동기를 지닌 부정주의의 한 형태인 보다 정확한 대량 학살 부정 의 하위 집합이라 말할 수 있다.

### 나크바 부정론
나크바 거부(Nakba denial)는 전체 팔레스타인인의 분의 4가 자신의 땅에서 쫓겨나 추방된 나크바 기간 동안 팔레스타인인의 인종 청소를 격하하고, 부정하고, 잘못 설명하려는 시도를 의미한다.

### 스레브레니차 학살 부정론
헬싱키 세르비아 인권위원회 위원장인 소냐 비 세르코( Sonja Biserko )와 사라예보 대학교 범죄학, 범죄학 및 안보학부 에디나 베치레비치(Edina Bečirević)는 세르비아 사회에서 다양한 형태로 스레브레니차 학살 을 부정하는 문화가 존재하고 있음을 지적했다. 특히 정치적 담론, 미디어, 법률 및 교육 시스템에 존재한다.

## 같이 보기
- 사이비 회의주의

## 내용주
1. ↑  To support their ideas, some AIDS denialists have also misappropriated a scientific review in Nature Medicine which opens with this reasonable statement: "Despite considerable advances in HIV science in the past 20 years, the reason why HIV-1 infection is pathogenic is still debated" (Borowski 2006, 369쪽).

## 추가 읽기

### 조항
- Holtcamp, W. (2012). “Flavors of uncertainty: The difference between denial and debate”. 《Environmental Health Perspectives》 120 (8): a314–a319. doi:10.1289/ehp.120-a314. PMC 3440096. PMID 22854265.
- Kahn-Harris, Keith (2018년 8월 3일). “Denialism: what drives people to reject the truth”. 《The Guardian》.
- Oreskes, Naomi, "History Matters to Science: It helps to explain how cynical actors undermine the truth", Scientific American, vol. 323, no. 6 (December 2020), p. 81. "In our 2010 book, Merchants of Doubt, Erik M. Conway and I showed how the same arguments [as those used to cast doubt on the link between tobacco use and lung cancer] were used to delay action on acid rain, the ozone hole and climate change – and this year [2020] we saw the spurious "freedom" argument being used to disparage mask wearing [during the COVID-19 pandemic]."
- Rees, M. (2013). “Denial of catastrophic risks”. 《Science》 339 (6124): 1123. Bibcode:2013Sci...339.1123R. doi:10.1126/science.1236756. PMID 23471373.
- Rosenau, J. (2012). “Science denial: A guide for scientists”. 《Trends in Microbiology》 20 (12): 567–569. doi:10.1016/j.tim.2012.10.002. PMID 23164600.
- Scudellari, M. (March 2010). “State of denial”. 《Nat. Med.》 16 (3): 248. doi:10.1038/nm0310-248a. PMID 20208495.
- Sharot, T.; Korn, C.W.; Dolan, R.J. (2011). “How unrealistic optimism is maintained in the face of reality”. 《Nature Neuroscience》 14 (11): 1475–1479. doi:10.1038/nn.2949. PMC 3204264. PMID 21983684.

### 서적
- Gorman, Sara E.; Gorman, Jack M. (2016). 《Denying to the Grave: Why We Ignore the Facts That Will Save Us》. Oxford University Press. ISBN 978-0199396603.
- McIntyre, Lee (2019). 《The Scientific Attitude: Defending Science from Denial, Fraud and Pseudoscience》. Cambridge, MA: MIT Press. 149–166쪽. ISBN 978-0262538930.
- Norgaard, Kari Marie (2011). 《Living In Denial: Climate Change, Emotions, and Everyday Life》. MIT Press. ISBN 978-0262515856.
- Specter, Michael (2009). 《Denialism: How Irrational Thinking Hinders Scientific Progress, Harms the Planet, and Threatens Our Lives》. Penguin. ISBN 978-1594202308.